# 邱永騰
邱永騰（1986年9月27日—）台灣演員，綽號邱邱，早期使用邱俊儒，畢業於台北市立體育學院動態藝術學系，擅長戲劇表演、花式直排輪、雜技、舞蹈、舞台劇演出，曾參與電影海霧、大稻埕、南方小羊牧場的演出，於2015年因飾演電影《破風》中欺負彭于晏的反派角色而爆紅。

## 演出作品

### 電視劇
| 年份 | 導演                   | 播出頻道               | 劇名                   | 角色           |
| 2012 | 馮凱、吳蒙恩           | 三立都會台、東森綜合台 | 《剩女保鏢》           | 成建保(保哥)   |
| 2013 | 馮凱、吳蒙恩           | 三立都會台、東森綜合台 | 《美味的想念》         | 金仲剛         |
| 2014 | 許立達                 | 公共電視台             | 《家事提案》           | 社工           |
| 2015 | 許肇任                 | 客家電視台             | 《出境事務所》         | 寶貝           |
| 2016 | 林清芳、蔡季瑛         | 東森超視               | 《惡作劇之吻》         | 胡須騰(鬍鬚彰) |
| 2017 | 郭春暉                 | 三立都會               | 《噗通噗通我愛你》     | 拿破崙         |
| 2018 | 羅安得、陳宥良、陳維政 | 台視                   | 《已讀不回的戀人》     | 邱承儒         |
| 2020 | 馮家瑞、許肇任、林志儒 | 八大戲劇台             | 《她們創業的那些鳥事》 | 秦秘書         |
| 2023 | 柯政銘                 | 東森戲劇台             | 《生命捕手》           | 岳英傑         |
| 2024 | 柯政銘                 | 東森戲劇台             | 《生命捕手2》          | 岳英傑         |
| 2024 | 姜秉辰                 | CATCHPLAY+、愛奇藝     | 《讓我看見你是誰》     | 奧客           |

### 電影
| 年份 | 名稱                       | 角色                 |
| 2012 | 南方小羊牧場               | 上班族               |
| 2013 | 親愛的奶奶                 | 大盜                 |
| 2014 | 大稻埕                     | 韓國刺客             |
| 2015 | 破風                       | 林聖德（幽靈隊主將） |
| 2019 | 樂獄                       | 張文迪(迪迪)         |
| 2020 | 海霧                       | 阿忠                 |
| 2023 | 關於我和鬼變成家人的那件事 | 小馬                 |

### 舞台劇
| 年份 | 名稱         | 角色   |
| 2011 | 木蘭少女     |        |
| 2011 | Re/turn      |        |
| 2012 | 地下鐵       |        |
| 2013 | Re/turn      |        |
| 2017 | 人間條件     |        |
| 2020 | 人間條件六   | 江遠帆 |
| 2021 | 結婚結昏辦桌 | 黃國書 |

## 外部連結
- 邱永騰ChoCho的新浪微博
- 邱永騰的Facebook專頁
- 邱永騰在香港影庫上的簡介